# Ataque em Netiv HaAsara
Durante o ataque do Hamas a Israel, em 7 de outubro de 2023, militantes do Hamas atacaram Netiv HaAsara, um moshav israelense próximo à cerca de fronteira com a Faixa de Gaza, como parte de um ataque surpresa a Israel. Os militantes mataram 15 pessoas, incluindo, em alguns casos, membros da mesma família. A cidade é o lar de aproximadamente 900 residentes.

## Antecedentes
Netiv HaAsara, um moshav fundado em 1982, abriga uma população de 900 pessoas. Após a retirada israelense de Gaza em 2005, Netiv HaAsara tornou-se a comunidade israelense mais próxima da Faixa de Gaza, situada a apenas 400 metros da fronteira com a cidade palestina de Beit Lahia. O moshav suportou ataques constantes de artilharia, incluindo foguetes Qassam, foguetes Katyusha e bombardeios de morteiros. Em 2007, o Comitê de Resistência Popular tentou uma infiltração, resultando na morte de dois agressores pelas IDF. Netiv HaAsara testemunhou vítimas civis ao longo dos anos, incluindo incidentes como a morte relacionada a um foguete Qassam de Dana Galkowicz em 2005, a perda de uma menina de nove anos em 2007 e o ataque fatal a um trabalhador tailandês em 2010.

## Ataque
Na manhã de 7 de outubro, Simchat Torá, terroristas do Hamas se infiltraram no moshav Netiv HaAsara, perto do norte da Faixa de Gaza, utilizando parapentes. Eles percorreram de casa em casa, matando 15 pessoas e ferindo muitas outras. Algumas vítimas eram da mesma família, enquanto outras eram membros da equipe de resposta rápida da vila. Em certo momento, a eletricidade na vila se apagou, deixando as pessoas presas em quartos seguros sem energia elétrica.